# Igreja de São Pelegrino

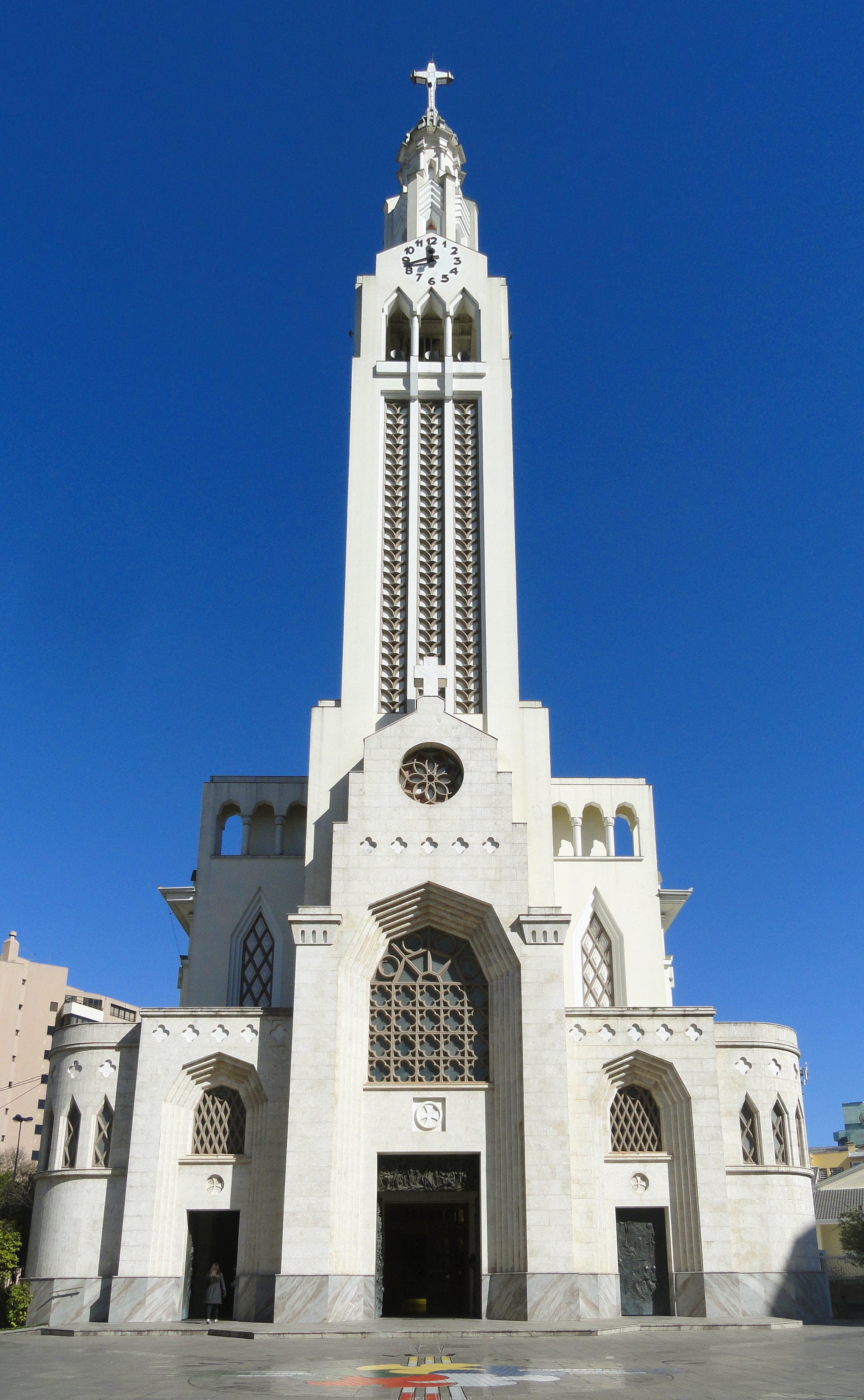
Igreja de São Pelegrino.

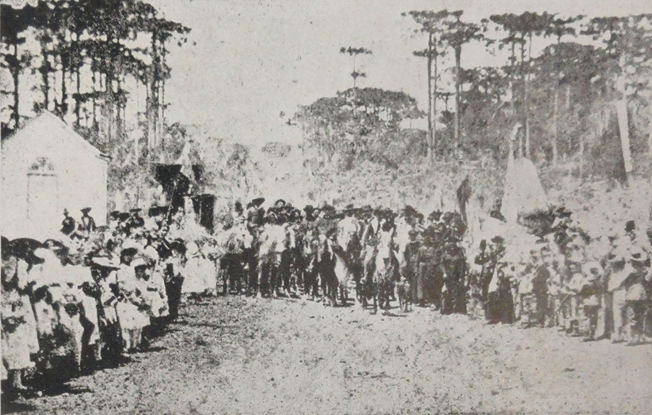
A primitiva capela de São Pelegrino, no canto à esquerda. A foto retrata a recepção de dom Diogo Laranjeira oferecida em 24 de abril de 1898 pelos comitês da Federação Católica, os alunos da professora Maria Traslatti e a família Sartori-Buratto, com a participação da Banda Ítalo-Brasileira.

A Igreja de São Pelegrino é um templo Católico localizado em Caxias do Sul, no Brasil. Sua história está vinculada aos primórdios da imigração italiana e à fundação da cidade, e o edifício tem várias obras de arte em seu interior, com destaque para os painéis de Aldo Locatelli.

## História
Em 20 de fevereiro de 1879, apenas quatro anos após a fundação da colônia Caxias, chegava da Itália a família de Salvador Sartori. Sua filha Amália e Raffaele Buratto, que chegou em 18 de maio de 1879, aqui casaram e ele estabeleceu-se como tanoeiro onde atualmente fica o jardim do Hospital Pompeia. Pouco tempo depois o barão Daniel von Schlabrendorff (seu concunhado) presenteia o casal Buratto com uma chácara fronteira à sua própria casa, para sua esposa Maria Sartori ter maior proximidade e convivência com a irmã Amália. Segundo Costamilan, em 24 de outubro de 1890, numa das visitas que a família de Maria e Amália fazia às filhas, Salvador presenteou Rafael, que fazia aniversário, com uma imagem de São Pelegrino que haviam trazido da Itália. Para honrar o santo, Raffaele ergueu um oratório dentro de sua propriedade, inaugurado em 2 de agosto de 1891, que mais tarde foi substituído por uma capela de madeira, onde, em 19 de abril de 1893, foi celebrada a primeira missa. Em 1938 a devoção foi transferida para uma capela de maiores dimensões, também de madeira, levantada em localização próxima da primitiva, em terrenos cedidos por Francisco Oliva. Em 27 de fevereiro de 1942 o bispo dom José Barea desmembrou a Paróquia da Catedral para criar a Paróquia de São Pelegrino, elevando a capela à condição de sede paroquial, e indicou como seu primeiro sacerdote o padre Eugênio Giordani.
A capela nesta época já não comportava a população de um bairro em rápido crescimento, sendo então decidida a construção de um edifício monumental, tendo o padre Giordani na liderança da comissão de obras e dinamizando todos os trabalhos, incluindo a coleta de recursos. Em 19 de março de 1944 foi lançada a pedra fundamental do novo templo, projetado por Vitorino Zani. A comissão de fabriqueiros foi composta de Germano Pisani, Aparício Postali, Antônio Rossato, João Sperandio, Ângelo Corso, Carlos Casara e João Paternoster. A inauguração ocorreu em 2 de agosto de 1953 com grande solenidade. Nesta ocasião a igreja foi dedicada conjuntamente a São Pelegrino e São José, denominação que seria alterada novamente em 1983, quando foi reconsagrada a São Pelegrino e Nossa Senhora da Pietà, em honra a uma réplica da Pietà de Michelangelo, recebida de presente da Santa Sé.

## Características notáveis

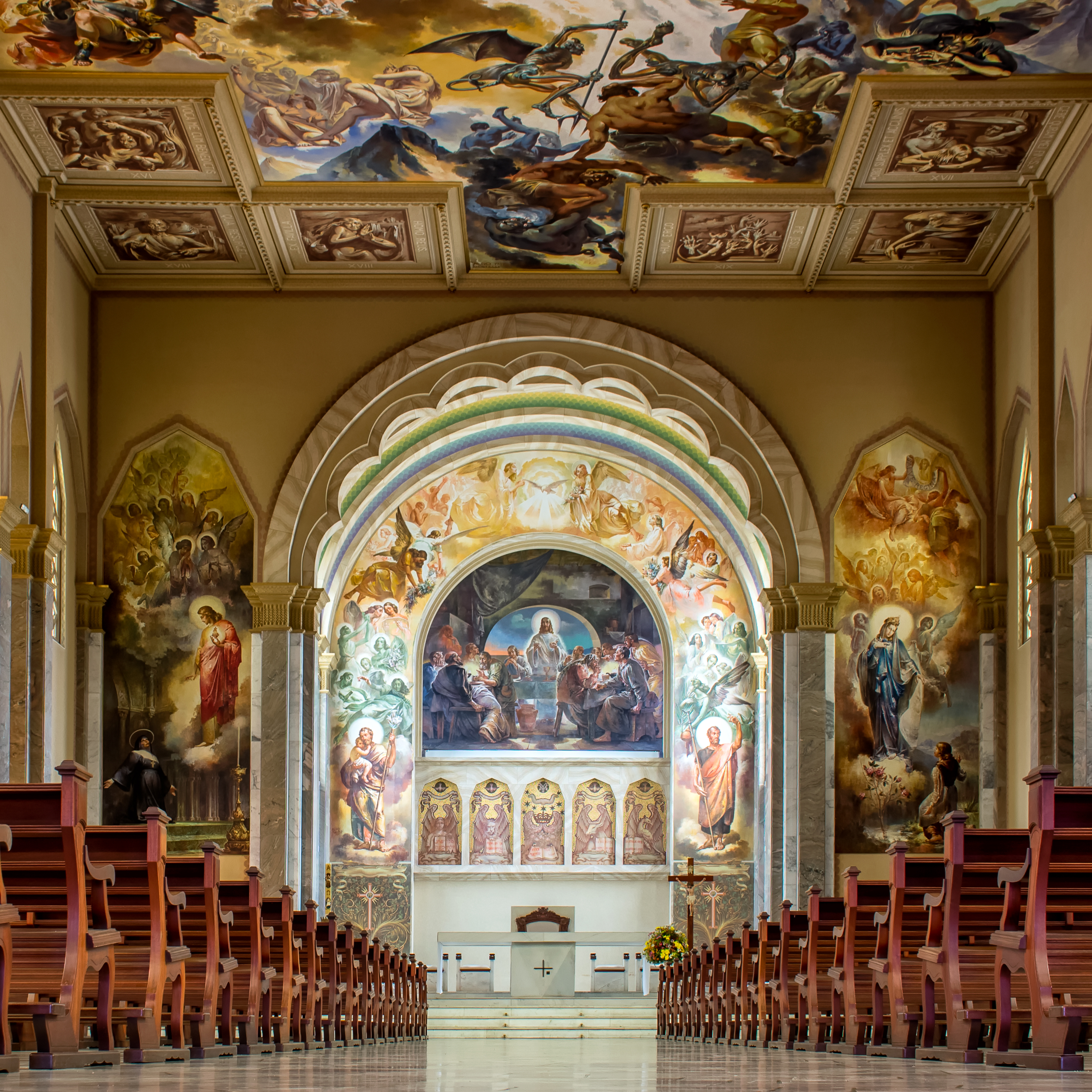
Interior

A igreja ganhou fama em virtude de um grupo de obras de arte que abriga. A mais importante, sem dúvida, é a série de murais e pinturas em tela de Aldo Locatelli. Em 1951, Aldo Locatelli inicia as pinturas da Igreja com o mural da Santa Ceia, de 90 metros quadrados de área, ladeada pela Aparição do Sagrado Coração de Jesus a Santa Margarida Maria Alecoque, à esquerda, e a Aparição de Nossa Senhora de Caravaggio à vidente Joaneta, à direita. Os murais também cobrem todo o teto da igreja, ilustrando a Criação do Cosmo, a Criação da Mulher, a Expulsão do Paraíso e o Juízo Final, rodeados de uma série de caixotões com imagens inspiradas no hino Dies irae. Seus trabalhos se prolongaram até 1960 com as telas da Via Sacra, imaginada com grande dramaticidade e gênio. Sobre a Via Sacra também foram acrescentadas pinturas murais de grandes anjos. Locatelli teve a colaboração de Emilio Sessa, autor de elementos decorativos como molduras, frisos, marmorizados, arabescos, além de fundos celestes para os anjos das paredes laterais. As pinturas que Locatelli deixou nesta igreja são consideradas sua obra-prima, fundamental para o estudo do seu estilo e legado e uma contribuição de grande destaque na história da arte sacra no estado.

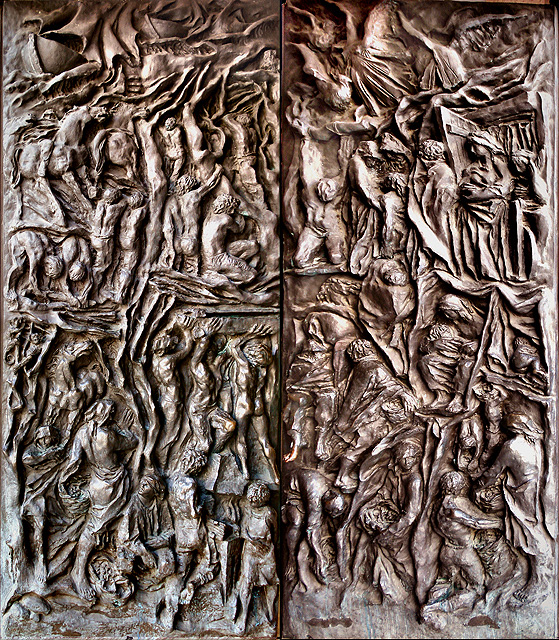
Detalhe da Porta da Paz.

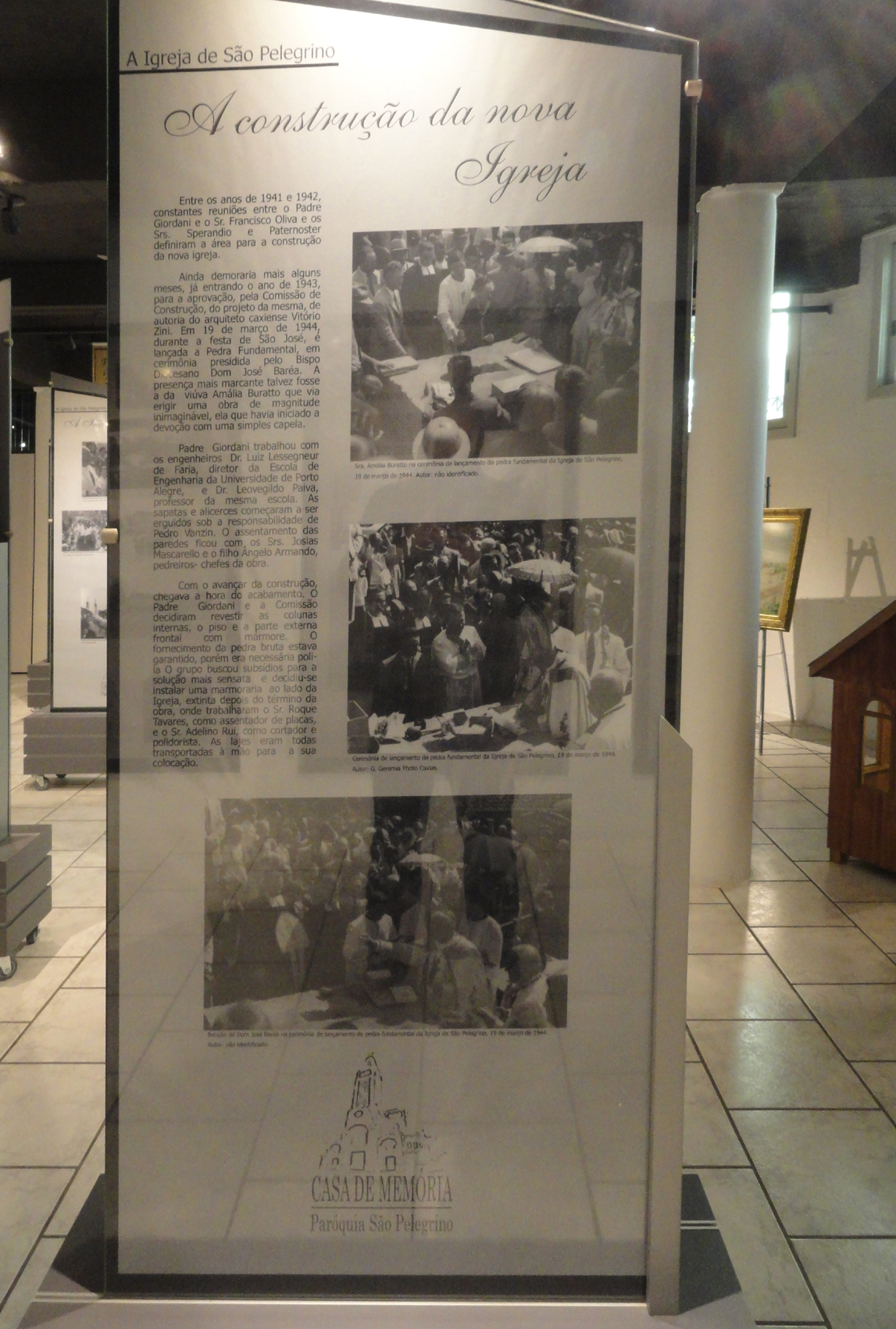
Painel descritivo da construção da igreja na Casa de Memória da Paróquia de São Pelegrino.

As portas de bronze da igreja são outra obra-prima, criadas por Augusto Murer, escultor de Belluno, Itália, e ilustram cenas da imigração. A concepção das portas iniciou-se em 1969 e consumiu 14 anos de trabalho até a inauguração em outubro de 1983. Da Itália elas vieram sob forma de moldes de gesso, e a fundição em bronze foi realizada na própria Caxias do Sul, pela Siderúrgica Tomé Ltda, sob a orientação do mestre uruguaio Miguel Angel Laborde. O peso total das portas é de cerca de 7 toneladas e sua movimentação é feita através de motores elétricos. Dom Carlo Furno, representante do Papa no Brasil, realizou a consagração.
A Porta do Amor, à esquerda, com imagens cheias de movimento, exalta a vida. Um casal com crianças domina o conjunto. Na parte superior, a representação do Anjo Gabriel. A porta central, chamada da Paz, compõe-se de dezesseis cenas. Destacam-se aspectos da travessia do mar e da ocupação do solo. É recordado o trabalho de operários, artesãos e agricultores. Os cestos cheios evocam a generosidade da terra, e as pombas representam a paz. Outras imagens evocadas são as da vindima, da fraternidade e da maternidade. Por fim, a Porta da Justiça, à direita, apresenta dois grupos de imagens: Ao alto, o mapa das dezessete léguas que constituíram o território da colônia de Caxias. O segundo grupo de imagens é o da partilha: a mãe reparte o pão com os filhos, simbolizando a fartura, fruto do trabalho.
A réplica da Pietà de Michelangelo fica no vestíbulo. Foi doada pelo Papa Paulo VI em 20 de maio de 1975, nos cem anos da imigração italiana no Rio Grande do Sul. No lado oposto, foi instalado em 1984 um fac-símile do Santo Sudário, também recebido de Roma.
O complexo da igreja também compreende a residência do pároco, uma secretaria, um salão de festas e jogos, um relógio floral, o Espaço Pastoral e a Casa de Memória, museu que preserva um importante acervo de fotos, documentos e outros objetos ligados ao passado do bairro, da paróquia, da igreja e às figuras mais destacadas nessa história. Diante da igreja foi criado um largo, onde está instalado um monumento ao padre Giordani, que promoveu a construção e se tornou uma figura lendária na comunidade. A igreja localiza-se na Avenida Itália, esquina com a Avenida Rio Branco, e está aberta para visitação das 7 às 20 h.
Pela sua importância história e artística a igreja tornou-se uma das grandes atrações turísticas da cidade e foi declarada Patrimônio Cultural do Estado em 2000. Em 2003 seus 50 anos de inauguração foram homenageados na Câmara dos Deputados em Brasília.